# David Wolstencroft
David Wolstencroft (Honolulu, 16 de julho de 1969) é um roteirista e autor britânico de origem americana. Ele é mais conhecido como criador da série de televisão Spooks.

## Biorafia
Wolstencroft venceu o prêmio para iniciantes da Royal Television Society depois de produzir seu primeiro drama, Psychos, para o Channel 4 em 1999. Ele então começou a trabalhar em Spooks. O episódio piloto foi visto por mais de 9 milhões de pessoas (uma participação de 41% share) fazendo com que a série ganhasse vários prêmios e nomeações, entre eles o BAFTA Awards.
Mais recentemente, ele escreveu, criou e produziu a minissérie  The Escape Artist para a BBC One e Versailles para o Canal+ com o ex produtor e escritor Simon Mirren de Criminal Minds. Wolstencroft também escreveu o roteiro para o filme Shooting Dogs.  Ele também é o autor de dois romances de suspense de espionagem: Good News, Bad News e Contact Zero, que foi nomeado para o Ian Fleming Steel Dagger da Crime Writers' Association.

## Livros
- Good News Bad News (2004)
- Contact Zero (2005)